# David Labarre
 (février 2023).
David Labarre, sportif déficient visuel, né le 24 mai 1988 à Saint-Gaudens, est un joueur international de cécifoot, médaillé d'argent aux jeux paralympiques de Londres en 2012, et alpiniste français depuis 2018.

## Biographie
Originaire d'Arbon, il grandit dans ce petit village de 100 habitants en Haute-Garonne.

## Football

### En club
Il commence sa carrière en 2004 au FC Girondins de Bordeaux UNADEV cécifoot.  
En 2010, il s'installe à Saint-Priest
En 2012, il défend les couleurs de l'UNADEV Toulouse dont il devient le capitaine.  
À partir de septembre 2014, David Labarre joue dans la section cécifoot du Toulouse Football Club jusqu'à juin 2017.  

### En équipe nationale
Il participe aux les Jeux Paralympiques 2012 où la France est finaliste des Jeux paralympiques 2012 durant lequel il marque en but sur pénalty lors du match France-Turquie.
Lors des championnats d'Europe en 2013, il est capitaine et l'équipe de France finit à la deuxième place. Dans cette compétition, David Labarre marque 1 but, contre la Grèce. Il participe aussi à l'édition 2015 à Hereford.
David Labarre dispute trois coupes du monde avec l'équipe de France terminant cinquième à Buenos Aires en 2006, comme à Hereford en 2010 et neuvième à Tokyo en 2014,.

## Politique
En 2017, il est candidat aux élections législatives dans la huitième circonscription de la Haute-Garonne sous l'étiquette Résistons. Il n'obtient que 510 voix soit 1,17 % des exprimés au premier tour.

## Alpinisme
En février 2019, il réalise un trek de 213 kilomètres entre Carcassonne et Aspet sur le GR78. En septembre, il réalise l'ascension du Mont Blanc par la voie normale.
En septembre 2021, il escalade. Parti de Pau en tandem direction Aspet, en passant par les cols mythiques pyrénéens, il gravit successivement 4 voies historiques des Pyrénées.

## Palmarès

### En club
- UNADEV Bordeaux
  - Vainqueur du Championnat de France en 2006, 2007, 2008 et 2009
  - Vainqueur de la Coupe de France en 2006, 2007, 2008 et 2009

- Saint-Priest
  - Troisième du Championnat de France en 2011 et 2012

- UNADEV Toulouse
  - Deuxième du Championnat de France en 2013
  - Deuxième de la Coupe de France en 2013

### En équipe nationale
- France à 5
  - Championnats d'Europe :  finaliste (2005 et 2013) -  3e (2007)
  - Jeux paralympiques :  finaliste (2012)
  - Coupe du monde : 5e(2006 et 2010), 9e(2014)

## Distinction
- Chevalier de l'ordre national du Mérite en 2013[12]